# Fat Lever
Lafayette "Fat" Lever (Pine Bluff, Arkansas; 18 de agosto de 1960) es un exjugador de baloncesto estadounidense que disputó 11 temporadas en la NBA. Con 1,91 metros de altura jugaba de escolta.

## Carrera

### Universidad
Lever disputó cuatro temporadas con los Devils de la Universidad Estatal de Arizona. En su año júnior promedió 11,6 puntos, 4,9 rebotes y 5,3 asistencias, aumentando sus números en su año sénior y por lo tanto último en la universidad con 16,3 puntos, 5,4 rebotes y 3,9 asistencias.

### NBA
Fue seleccionado por Portland Trail Blazers en la 11.ª posición del Draft de 1982. Tras dos temporadas rindiendo a un mediano nivel en los Blazers, fue traspasado a Denver Nuggets en 1984, donde se convertiría en uno de los jugadores más completos promediando 4 temporadas consecutivas cerca de los 18 puntos, 8 rebotes y 8 asistencias. Disputó el All-Star Game en 1988 y 1990. Con sus 1.91 metros, solía liderar a los Nuggets en rebotes cada campaña.
En 1990, fue traspasado a Dallas Mavericks por la novena posición del Draft de 1990 perteneciente a los Mavs y una primera ronda de 1991. En los Mavericks jugó hasta 1994, jugando solamente 4 partidos en su primera temporada en la franquicia y perdiéndose una temporada completa por lesión. Debido a las continuas lesiones, puso punto final a su carrera profesional en 1994 tras once campañas en la liga y promedios de 13.9 puntos, 6 rebotes, 6.2 asistencias y 2.22 robos de balón por partido. Es además el jugador que más balones ha robado en la historia de los Nuggets y segundo en asistencias. Lever es también uno de los tres jugadores capaces de conseguir 15 o más puntos, rebotes y asistencias en un partido de playoffs junto con Jason Kidd y Wilt Chamberlain.
Al término de su carrera, finalizó con 43 triples dobles en 12 temporadas, estando entre los 10 jugadores más prolíficos en esta materia, superando a jugadores como Michael Jordan (28), Clyde Drexler (25) y Kareem Abdul-Jabbar (21).

## Estadísticas de su carrera en la NBA

### Temporada regular
| Año      | Equipo   | PJ  | PT  | MPP  | %TC  | %3P  | %TL  | RPP | APP | ROB | TPP | PPP  |
| -------- | -------- | --- | --- | ---- | ---- | ---- | ---- | --- | --- | --- | --- | ---- |
| 1982-83  | Portland | 81  | 45  | 24.9 | .431 | .333 | .730 | 2.8 | 5.3 | 1.9 | .2  | 7.8  |
| 1983-84  | Portland | 81  | 22  | 24.8 | .447 | .200 | .743 | 2.7 | 4.6 | 1.7 | .4  | 9.7  |
| 1984-85  | Denver   | 82  | 82  | 31.2 | .430 | .250 | .770 | 5.0 | 7.5 | 2.5 | .4  | 12.8 |
| 1985-86  | Denver   | 78  | 77  | 33.5 | .441 | .316 | .725 | 5.4 | 7.5 | 2.3 | .2  | 13.8 |
| 1986-87  | Denver   | 82  | 82  | 37.2 | .469 | .239 | .782 | 8.9 | 8.0 | 2.5 | .4  | 18.9 |
| 1987-88  | Denver   | 82  | 82  | 37.3 | .473 | .211 | .785 | 8.1 | 7.8 | 2.7 | .3  | 18.9 |
| 1988-89  | Denver   | 71  | 71  | 38.7 | .457 | .348 | .785 | 9.3 | 7.9 | 2.7 | .3  | 19.8 |
| 1989-90  | Denver   | 79  | 79  | 35.8 | .443 | .414 | .804 | 9.3 | 6.5 | 2.1 | .2  | 18.3 |
| 1990-91  | Dallas   | 4   | 0   | 21.5 | .391 | .000 | .786 | 3.8 | 3.0 | 1.5 | .8  | 7.3  |
| 1991-92  | Dallas   | 31  | 5   | 28.5 | .387 | .327 | .750 | 5.2 | 3.5 | 1.5 | .4  | 11.2 |
| 1993-94  | Dallas   | 81  | 54  | 24.0 | .408 | .351 | .765 | 3.5 | 2.6 | 2.0 | .2  | 6.9  |
| Total    | Total    | 752 | 599 | 31.7 | .447 | .310 | .771 | 6.0 | 6.2 | 2.2 | .3  | 13.9 |
| All-Star | All-Star | 2   | 1   | 26.5 | .519 | .000 | .875 | 3.5 | 2.5 | 1.0 | .0  | 16.5 |

### Playoffs
| Año   | Equipo   | PJ | PT | MPP  | %TC  | %3P  | %TL   | RPP  | APP | ROB | TPP | PPP  |
| ----- | -------- | -- | -- | ---- | ---- | ---- | ----- | ---- | --- | --- | --- | ---- |
| 1983  | Portland | 7  | 0  | 19.1 | .452 | .000 | .800  | 2.0  | 4.4 | 1.0 | .0  | 6.0  |
| 1984  | Portland | 5  | 0  | 15.0 | .267 | .667 | .800  | 3.0  | 1.8 | .8  | .0  | 10.0 |
| 1985  | Denver   | 11 | 8  | 31.1 | .402 | .000 | .762  | 6.5  | 8.5 | 2.4 | .2  | 13.3 |
| 1986  | Denver   | 10 | 10 | 34.7 | .450 | .571 | .708  | 4.8  | 5.3 | 2.0 | .2  | 14.3 |
| 1987  | Denver   | 3  | 3  | 33.0 | .380 | .250 | .667  | 6.0  | 7.3 | 2.3 | .0  | 15.3 |
| 1988  | Denver   | 7  | 7  | 39.0 | .459 | .429 | .788  | 9.3  | 7.0 | 1.9 | .6  | 17.0 |
| 1989  | Denver   | 2  | 2  | 29.0 | .375 | .667 | 1.000 | 6.5  | 9.5 | 2.0 | .0  | 11.0 |
| 1990  | Denver   | 3  | 3  | 37.7 | .373 | .143 | .929  | 10.7 | 7.0 | 2.7 | .3  | 17.3 |
| Total | Total    | 48 | 33 | 30.0 | .414 | .409 | .775  | 5.8  | 6.2 | 1.9 | .2  | 12.4 |